# Yamba (Australie)
Pour les articles homonymes, voir Yamba.
Yamba (5 514 habitants) est une ville du nord de la Nouvelle-Galles du Sud en Australie à l'embouchure de la Clarence River, à 671 kilomètres au nord-est de Sydney et à 61 kilomètres au nord-est de Grafton.
L'économie de la ville est basée sur la pêche et le tourisme.

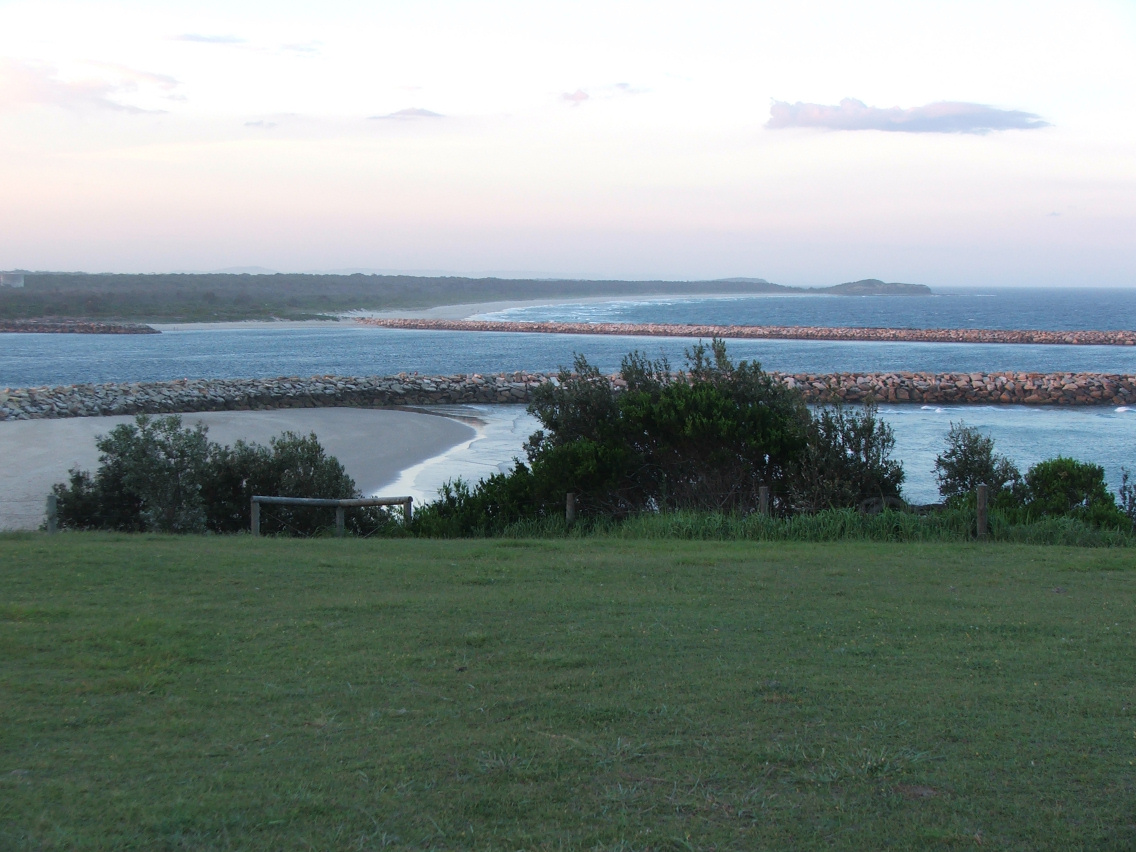
L'embouchure de la Clarence vue du phare de Yamba